# ارش (یکا)
اَرَش یا ذَرع واحد طول (درازا) در روزگار ایران باستان بوده‌است.
 همچنین با جمع مُکَسَّر عربی به شکل ذراع نوشته‌شد.
ذرع معمول و متداول، که تا این اواخر در میان پارچه‌فروشان و بزازهای بازار متداول بود و میله‌ای نیز به همین نام داشته‌اند، برابر با ۱۰۴ سانتیمتر است. هنوز هم معروف هست که هر ذرع معادل ۱۰۴ سانتیمتر می‌باشد. در واژه‌نامهٔ دهخدا آمده‌است:

«ذرع، مقداری باشد معین از سر انگشتِ میانینِ یک دست تا سر انگشت میانینِ دستی دیگر، چون کسی دست‌ها را از هم گشاده دارد. یا از سر انگشت میانین تا مِرفَق که بندگاه ساعد و بازو است.»
البته اَرَش قدیمی‌تری نیز در ایران بوده‌است که به گفتهٔ نجم‌الدوله در کتاب کفایت‌الحساب، معادل ۴۵ سانتیمتر محاسبه شده‌است و در اصطلاح به آن ذرع شرعی می‌گویند. ذرع شرعی را معادل دو وجب می‌دانستند، و با سنجش بر اینکه هر وجب بیست و دو و نیم سانتیمتر است، به عدد ۴۵ سانتیمتر به‌ازای هر ذرع شرعی می‌رسیم. ذرع شرعی نیز همانند زرع امروزی در دورهٔ پس از اسلام متداول شد.

در بخش مقیاس‌های کتاب الاصفهان نوشتهٔ میر سید علی جناب، واحد دیگری به نام ذراع ذکر شده که آن را معادل دو پا دانسته‌اند؛ و در همین بخش از کتاب مذکور یادآوری شده‌است که قدیمی‌ترین ذرع که اَرَش نام داشت، مربوط به ایران باستان تا پایان شاهنشاهی ساسانی بوده‌است. جهان‌گردان فرانسوی گفته‌اند سنگ مرمر سیاهی از ویرانه‌های تخت جمشید پیدا شده‌است که نام داریوش، پسر ویشتاسپ، بر آن حک شده‌است، و براساس آن اَرَش یا ذرع باستانیِ ایران معادل ۵۴٫۵ سانتیمتر بوده‌است و هر پا نیز معادل ۳۲ سانتیمتر بوده‌است